# 聖何塞火山

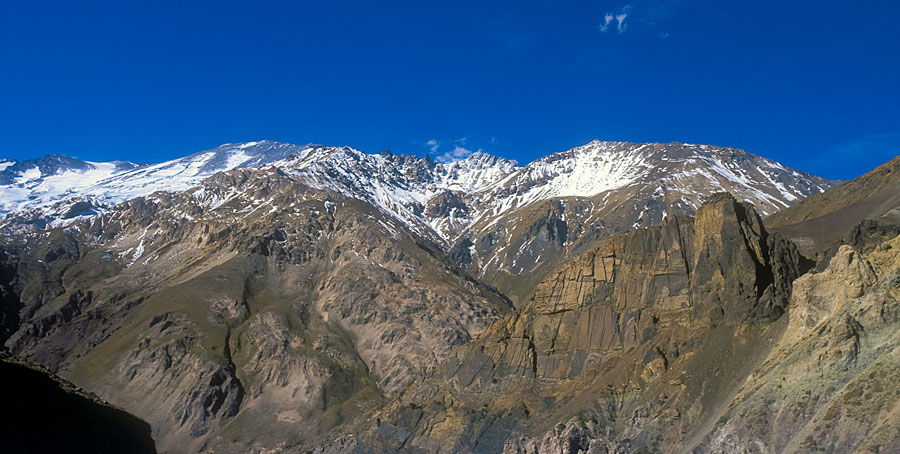

33°47.185′S 69°53.920′W / 33.786417°S 69.898667°W
聖何塞火山（西班牙語：Volcán San José）是南美洲的火山，位於阿根廷門多薩省和智利聖地亞哥首都大區之間接壤的邊境，距離聖地亞哥－德智利90公里，屬於安第斯山脈的一部分，海拔高度5,856米，最近一次火山噴發在1960年發生，人類在1931年首次成功登頂。